# Березнинская
Березнинская — деревня  в Вельском районе Архангельской области. Входит в состав Муниципального образования «Шадреньгское».

## География
Деревня расположена в южной части Архангельской области, в таёжной зоне, в пределах северной части Русской равнины, в 12 километрах на северо-запад от города Вельска по автомобильной дороге Вельск-Комсомольский, на левом берегу реки Вель притока Ваги. Ближайшие населённые пункты: на западе деревня Веснинская, на юге деревня Нефёдовская.
Часовой пояс
Березнинская, как и вся Архангельская область, находится в часовой зоне МСК (московское время). Смещение применяемого времени относительно UTC составляет +3:00.

## Население
| 2002 | 2010 | 2012 | 2014 |
| ---- | ---- | ---- | ---- |
| 8    | ↗10  | ↗14  | ↘10  |

## История
Указана в «Списке населённых мест по сведениям 1859 года» в составе Вельского уезда(2-го стана) Вологодской губернии под номером «2533» как «Березинская». Насчитывала 9 дворов, 36 жителей мужского пола и 36 женского.
В материалах оценочно-статистического исследования земель Вельского уезда упомянуто, что в 1900 году в административном отношении деревня входила в состав Ракульского сельского общества Устьвельской волости. На момент переписи в селении Березнинское находилось 19 хозяйств, в которых проживало 49 жителей мужского пола и 38 женского.